# Né sous silence
Pour plus de détails, voir Fiche technique et Distribution.
Né sous silence (originellement intitulé La Pièce manquante) est un téléfilm dramatique français de 2017 réalisé par Thierry Binisti sur un scénario de Négar Djavadi et Johanne Rigoulot, d'après une idée de Négar Djavadi et diffusé, pour la première fois, en Belgique, le 18 janvier 2018 sur La Une. La diffusion sur France 3 a lieu le 20 février 2018.

## Synopsis
Avocate réputée, Sophie Humbert travaille avec son mari, Olivier Merle, dans un cabinet d'avocats bordelais. Ils vont tous deux de succès en succès. Sophie défend notamment les intérêts de la préfecture de police. Inès, la fille d'Olivier, est avocate commise d'office. Elle est justement appelée pour assurer la défense d'un jeune, Gabriel Etchegeray, accusé d'avoir tué un policier. Le jeune homme vient d'avouer. En voulant l'aider, Sophie est interpellée par la date de naissance de l'accusé et décide de reprendre le dossier, au grand désarroi de sa belle-fille et de son mari.

## Fiche technique[1]
- Titre original lors du tournage : La Pièce manquante[2]
- Réalisation : Thierry Binisti
- Première assistante réalisateur : Stéphanie Pulcrano
- Scénario et dialogues : Négar Djavadi et Johanne Rigoulot, sur une idée de Négar Djavadi
- Sociétés de production : Abrafilms et Barjac Production, avec la participation de France Télévisions, en coproduction avec Be Films et la RTBF, la participation de la RTS et de 13e rue et le partenariat avec le Centre national du cinéma et de l'image animée
- Productrices : Emmanuelle Samoyault et Laurence Bachman
- Direction de la production : Bertrand de la Fontaine et Brigitte Chaussade
- Musique original : Axelle Renoir et Sathy Ngouane
- Image : Dominique Bouilleret
- Décors : Vanessa Holmieri
- Costumes : Valérie Cabeli et Florence Sadaune
- Montage : Johanna Turpeau
- Diffusion :
  -  Belgique : 18 janvier 2018 sur La Une
  -  France : 20 février 2018 sur France 3[3]

## Distribution[1]
- Odile Vuillemin : Me Sophie Humbert
- Nicolas Briançon : Me Olivier Merle
- Michèle Bernier : Chantal Etchegeray
- Marc Citti : Francis
- Daphné Dumons : Me Inès Merle
- Louis Duneton : Gabriel Etchegeray
- Franck Beckmann : Paul
- Éric Bougnon : Lioret
- Majid Berhila : Khalid
- Shemss Audat : Julie
- Roger Contebardo : Loïc Ferrand
- Sylvie Batby : Élisabeth
- Véronique Frumy : Myriam
- Emma Taillard : Lisa
- Larra Mendy : Policière 1996
- Frédéric Kneip : Vincent Bonnard
- Jonathan Harscoët : Jeune avocat
- Véronique Stevenoot : Juge d'instruction
- Jean Mourière : Employé de l'hôpital
- Marc Depond : Vendeur de journaux
- Julien Boissier Descombres : Échographe
- Joël Pyrène : Chauffeur de taxi
- Hubert Myon : Bâtonnier Ménestrel
- Marie Broche : Infirmière
- Olivier Neveux : Peretti

## Tournage
Le téléfilm a été tourné à Bordeaux, Libourne, Le Bouscat, Mérignac, Lormont, du 16 août au 11 septembre 2017. À Libourne, le tournage a notamment eu lieu à la caserne Lamarque.

## Accueil critique
Le magazine Moustique reproche un « scénario prévisible [qui] essaie de nous tenir en haleine sans grands résultats ». Une critique en forme de déception puisque la journaliste rappelle les nombreux prix du réalisateur. Elle salue cependant la prestation d'Odile Vuillemin qui « donne un peu de relief dans un scénario assez plat ». Le quotidien La Libre Belgique estime que « le téléspectateur trouvera une histoire à suspense divertissante », un « drame bien ficelé aux dialogues classiques, [où] Odile Vuillemin incarne parfaitement l'avocate déterminée ».

## Festival
Le téléfilm est en compétition au Festival des créations télévisuelles de Luchon 2018 dans la catégorie « unitaires ».